# Rogersville, Alabama
Rogersville là một thị trấn thuộc quận Lauderdale, tiểu bang Alabama, Hoa Kỳ. Dân số năm 2009 là 1207 người, mật độ đạt 154 người/km².